# Tesla Supercharger

Tesla Model 3 am Supercharger in Wittenburg, 2021

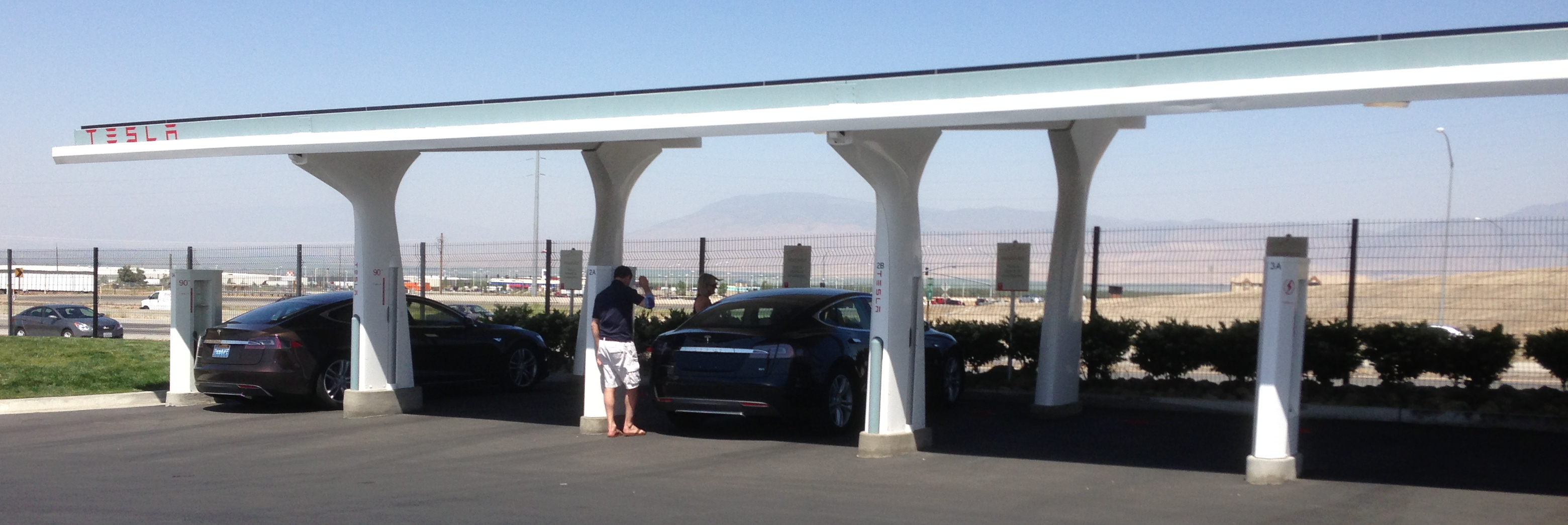
Mit Photovoltaik-Dach beschattete Supercharger-Station in Kalifornien

Tesla Supercharger sind Schnellladestationen für Elektroautos, die von Tesla, Inc. aufgebaut und betrieben werden. Die Verteilung der Ladestationen entlang von Autoverkehrsmagistralen in 20 Ländern ermöglicht Fahrten auf langen Strecken mit kurzen Ladestopps. Das gesamte Netzwerk wird von Tesla selbst finanziert. Bis 2017 war die Nutzung der Supercharger im Kaufpreis der Modelle S und X enthalten, dann galt dies nur noch für Erstkäufer und nicht kommerzielle Nutzung und seit 2018 werden nur noch bestimmte Kontingente kostenfrei gewährt. Anfänglich konnten die Ladestationen nur für Fahrzeuge von Tesla genutzt werden. Seit November 2021 werden sie sukzessiv für Fahrzeuge anderer Hersteller geöffnet.

## Entwicklung und Technik

### Erste Supercharger-Stationen

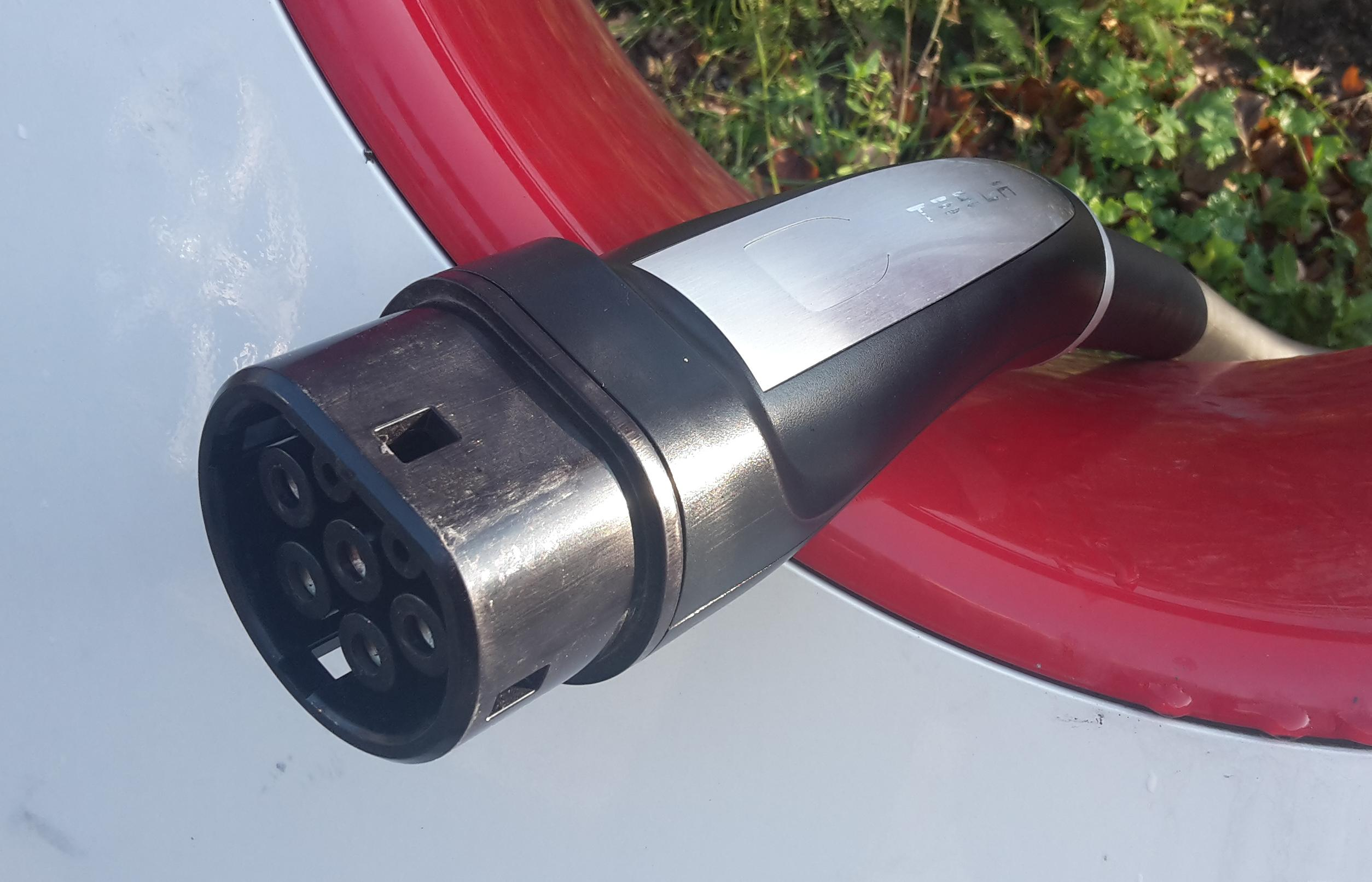
Typ-2-Stecker eines Tesla Supercharger in Europa

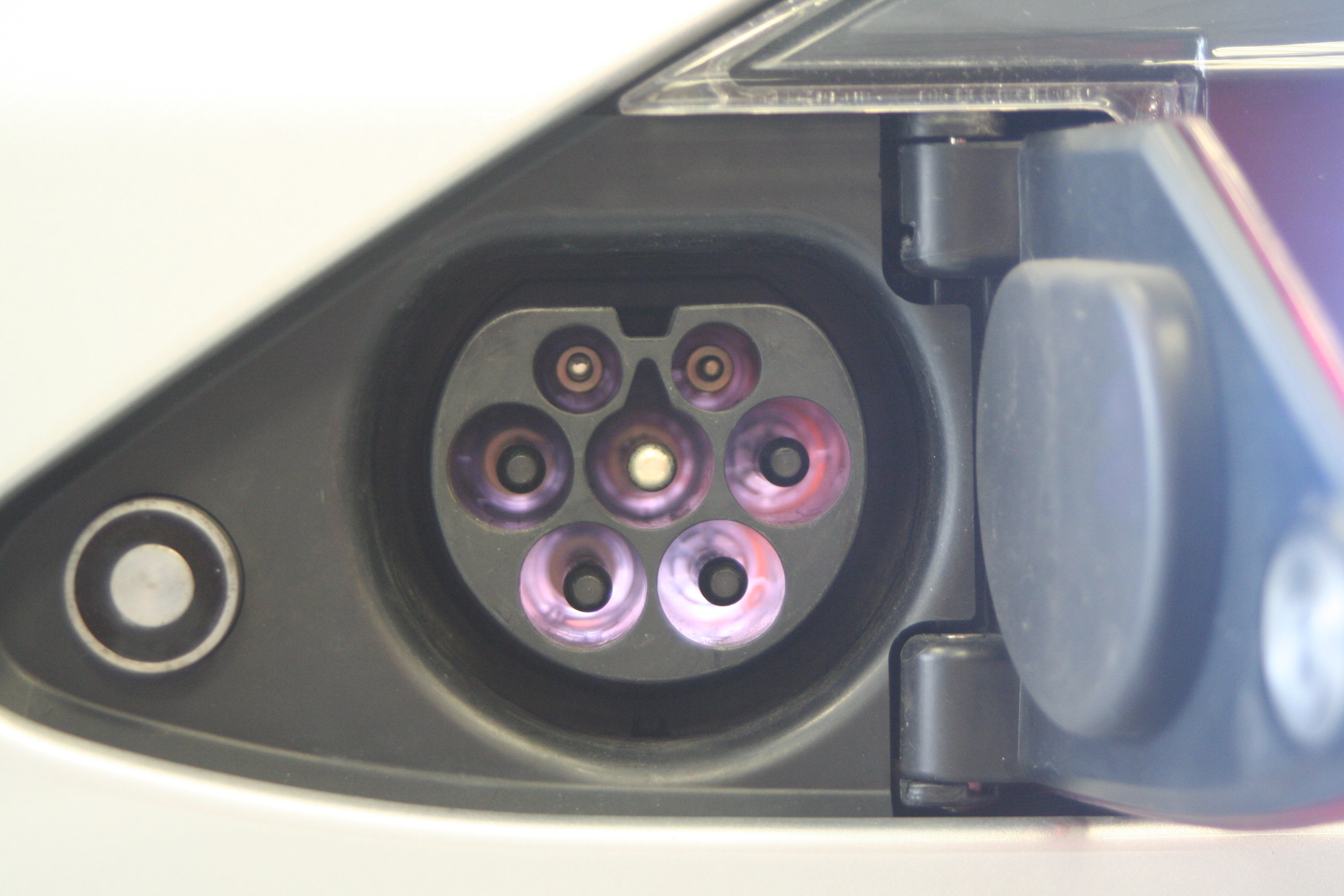
Typ-2-Anschlussdose in der linken Rückleuchte eines europäischen Model S. Die Isolatoren der Steckkontakte sind beleuchtet.

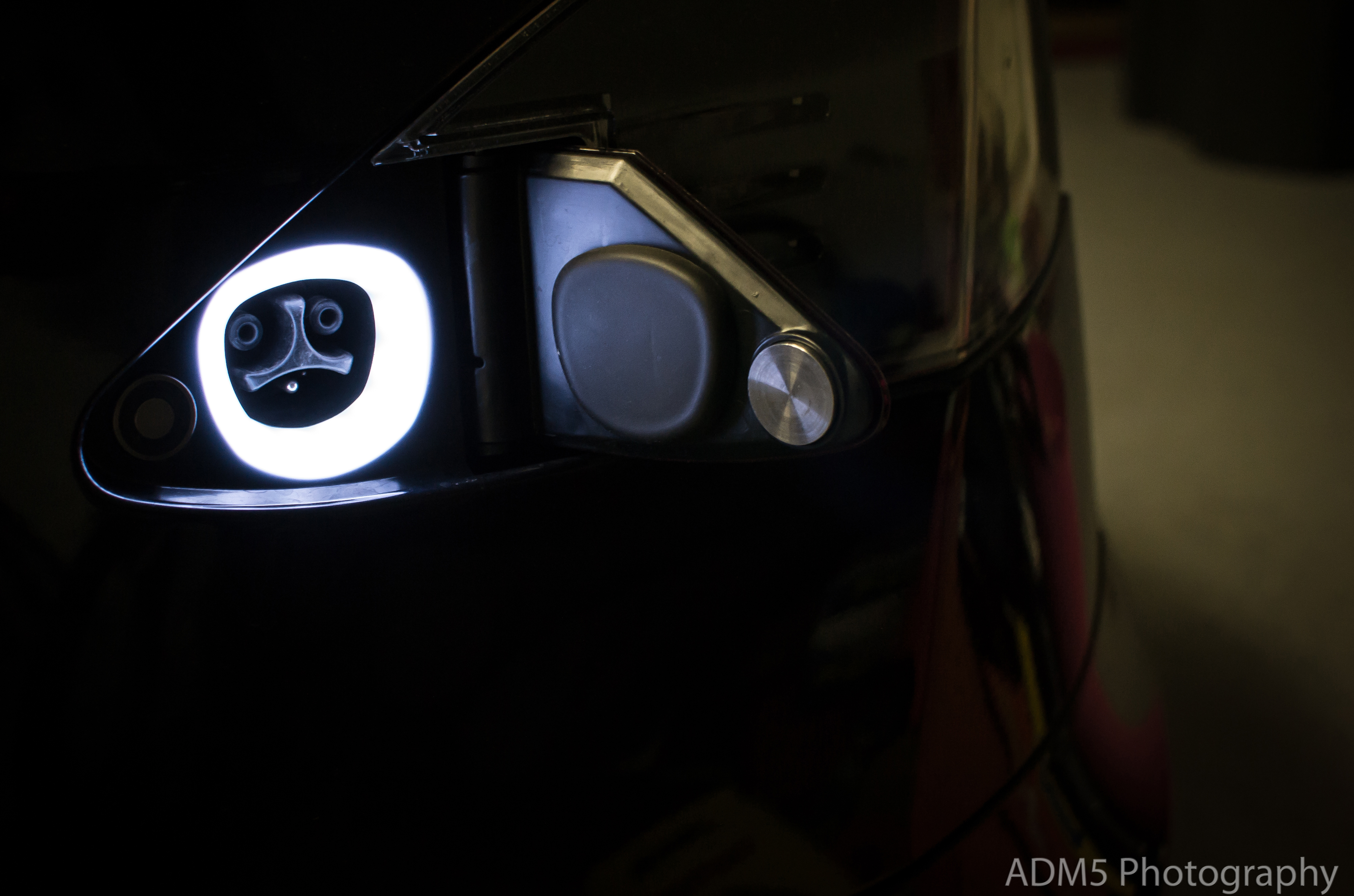
Zum Vergleich: Beleuchteter nicht-runder Tesla-eigener „Charge port“ an einem US-Model S. Mit einem Adapter kann auch ein runder SAE J1772-Typ-1-Stecker z. B. an einem Chargepoint genutzt werden.

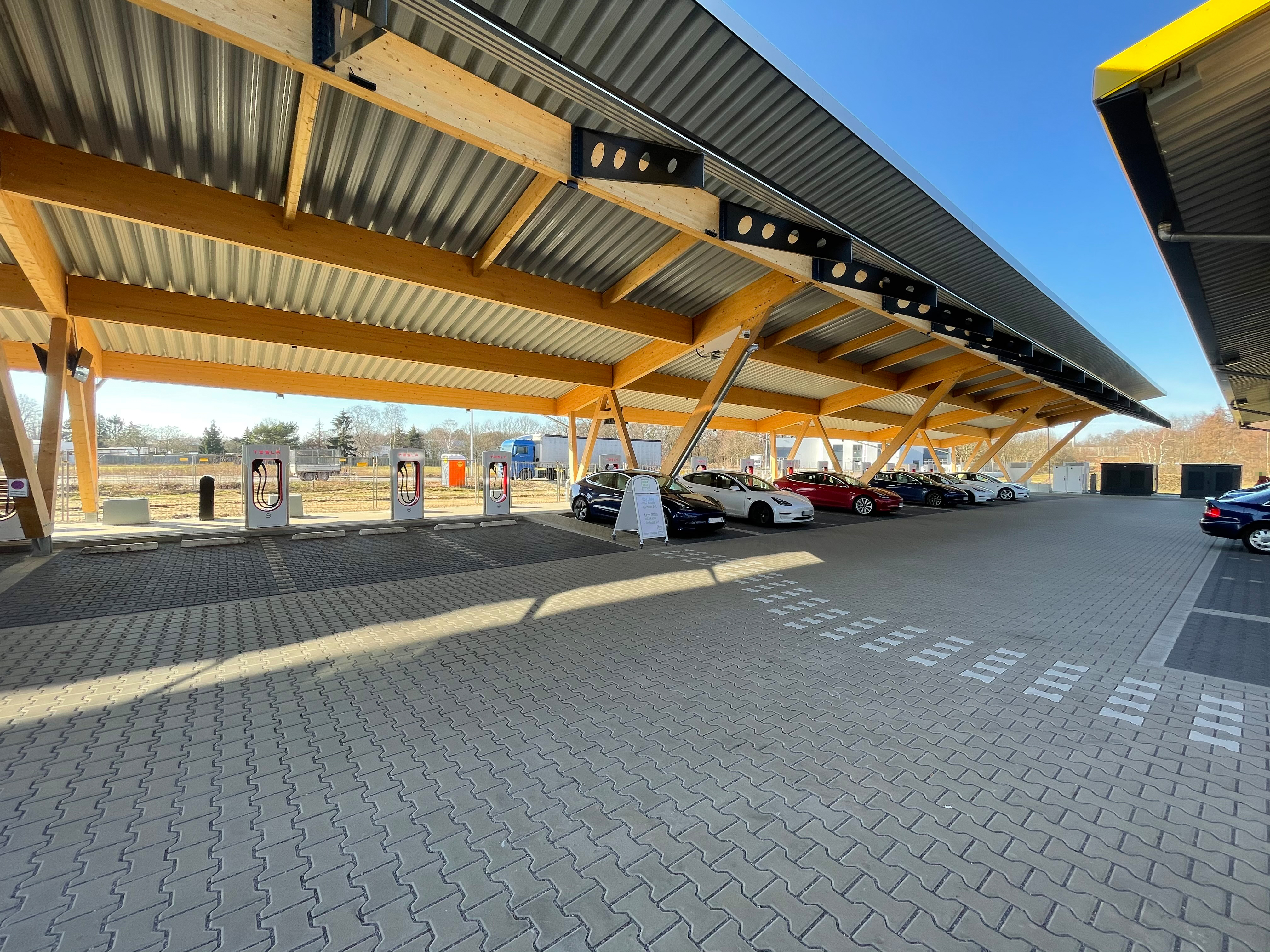
20 Tesla Supercharger am Seed & Greet Hilden

Tesla, Inc. begann 2012 mit der Errichtung seiner Ladestationen unter dem Namen „Tesla Supercharger“. Beim Laden am Supercharger wird mit einem fest an der Ladesäule installierten Kabel unter Umgehung des Bordladegeräts die Antriebsbatterie direkt mit Gleichstrom geladen. Der Stecker am Kabel passt zu der Tesla-eigenen Ladebuchse (als „Charge port“ bezeichnet), mit dem die Tesla-Fahrzeuge ausgerüstet sind. Das Laden mit Wechselstrom kann mittels eines Adapters an jedem SAE J1772-Typ-1-Stecker erfolgen.
Anders als bei vielen anderen Gleichstrom-Schnellladesystemen der damaligen Zeit befindet sich beim Tesla-Supercharger die Ladetechnik nicht in der Ladesäule, sondern in von den Ladesäulen abgesetzten, etwas entfernt stehenden Schaltschränken, den so genannten „Cabinets“. Dadurch wird die Ladeinfrastruktur kostengünstiger. So geht das Entwicklungsteam bei der Generation V4 (V4-Ladesäulen mit V4-Schaltschränken, 500 kW pro Ladepunkt) von Gestehungskosten um USD 40'000 pro Ladepunkt aus.
Die ersten Stationen lieferten eine maximale Ladeleistung von rund 90 kW. Ab 2013 wurde Technik für 120 kW installiert, später für maximal 145 kW. In einer ersten Phase wurden Ladestationen entlang der West- und Ostküste der Vereinigten Staaten errichtet. In einer zweiten Phase erfolgte die Verbindung der beiden Küstenkorridore. Seitdem ist es möglich, mit einem Model S die Vereinigten Staaten unter ausschließlicher Nutzung der Supercharger zu durchqueren. Parallel zum Netzausbau in den USA begann Tesla Motors mit der Installation von Supercharger-Ladestationen in Europa, Asien und Australien. Im Juni 2014 gab Tesla Motors bekannt, einige Patente, die mit ihrer hauseigenen Entwicklung für Ladestationen verbunden sind, der Allgemeinheit zur freien Verwendung zur Verfügung zu stellen.

### Supercharger für Europa
Tesla-Fahrzeuge für den europäischen und australischen Markt wurden – abweichend vom US-Markt mit der Tesla-eigenen Buchse – mit Ladesteckdosen des in Europa als Standard eingeführten IEC Typs 2 ausgeliefert, wodurch diese Fahrzeuge an allen, in Europa weit verbreiteten, Typ-2-Säulen mit Wechselstrom laden können. Zudem konnten die Fahrzeuge mit dieser Ladebuchse an den in Europa aufgestellten Tesla-Superchargern der Versionen 1 und 2 mit Gleichstrom geladen werden; weit schneller als an AC-Anschlüssen und für die damaligen Fahrzeugkäufer kostenlos. Denn Tesla schaffte es, die von seinen Cabinets bereitgestellten Leistungen von zunächst 90 kW, dann 120 kW und schließlich 135 kW DC über den Typ-2-Stecker zu übertragen. Dazu verwendete Tesla von den vier Wechselstrom-Pins je zwei für Plus und für Minus, wie es im Normungsprozess für den Typ-2-Stecker als „DC-Mid“ – mit bis zu 70 kW Leistung – vorgeschlagen worden war. Die dafür erforderliche Umschaltung durch die Fahrzeug-Elektronik hatte Tesla bereits für seine nordamerikanische Ladelösung entwickelt und eingebaut. Aufgrund der unterschiedlichen Stecker und Buchsen können amerikanische Tesla-Fahrzeuge nicht an den europäischen Superchargern geladen werden, und umgekehrt gilt dasselbe.
Tesla rollte sein Gleichstrom-Schnellladungssystem in Europa aus, bevor 2013 der internationale Ladestandard Combined Charging System verabschiedet wurde, der für Gleichstromübertragung ein erweitertes Steckerdesign mit zwei zusätzlichen Gleichstromkontakten vorsieht.
Erst die ab 2019 in Europa ausgelieferten Fahrzeuge des Model 3 und Model Y wurden von Anfang an mit dem CCS-Combo2-Anschluss ausgerüstet, die Modelle S und X werden ab Modelljahr 2022 in Europa mit der CCS-Combo2-Buchse ausgeliefert. Die Supercharger in Europa wurden ab Ende 2018 auf diesen Standard umgestellt. Bei den Superchargern der Version 2 wurde hierzu nachträglich ein zusätzliches Kabel mit dem CCS-Combo2-Stecker in die Ladesäulen integriert, das Gleichstromladen per Typ-2-Stecker ist also an diesen Ladesäulen weiterhin möglich. Die Ladesäulen der Versionen 3 und 4 wurden von Anfang an in Europa nur noch mit einem CCS-Combo2-Stecker ausgestattet. Damit die Fahrzeuge der Model S & X bis zum Modelljahr 2022 die Supercharger ab Version 3 nutzen können, bietet Tesla für diese Fahrzeuge einen CCS-Adapter als Zubehör an. Bei einigen älteren Fahrzeugen ist zusätzlich noch eine Modifikation der Ladeelektronik notwendig, um diesen Adapter nutzen zu können.
Die Bezahlung und Abrechnung erfolgt bei Tesla-Fahrzeugen automatisch über eine Erkennung des Fahrzeuges beim Einstecken („Plug & Charge“) und eines online mit dem Fahrzeug verknüpften Benutzerkontos mit hinterlegtem Zahlungsmittel. Somit ist die Nutzung der Supercharger auch für zahlende Kunden mit Tesla-Fahrzeug genauso einfach, wie für diejenigen, die die Supercharger noch kostenlos nutzen können – neben dem Einstecken sind keine weiteren Schritte erforderlich, der Ladevorgang startet sofort. Für Kunden mit Fahrzeugen anderer Marken gibt es an den Superchargern bis Version 3 die Möglichkeit der Zahlung über eine App, ab Version 4 sind zusätzlich Kartenterminals für Kontaktlos-Kreditkartenzahlungen an den Ladesäulen verbaut.

### Supercharger Version 2
Die als V2 bezeichneten Supercharger der zweiten Generation wurden ab 2015 aufgestellt und 2019 auf 150 kW Leistung ausgebaut.
Sie sind folgendermaßen aufgebaut:
- Ladepunkte pro Cabinet: 2
- Maximale Leistung pro Ladepunkt: 150 kW
- Gesamtleistung eines Cabinet: 150 kW
- Lastverteilung in 25 kW-Schritten zwischen den beiden Ladepunkten eines Cabinets

Die V2-Supercharger in Europa wurden Ende 2018/Anfang 2019 mit einem zusätzlichen Ladekabel nach dem CCS-Standard ausgestattet, da ab dem in Europa neu eingeführten Tesla Model 3 alle neuen Tesla-Fahrzeugtypen mit einer CCS-Buchse ausgeliefert werden, für Ältere wird ein Adapter angeboten. Die Supercharger V2 arbeiten, wie V1, mit von den Ladesäulen abgesetzten Ladegeräten, so genannten „Cabinets“ in denen die eigentliche Ladetechnik untergebracht ist. Ein Cabinet versorgt bei V2 zwei Ladesäulen („Stalls“), also 2 gleichzeitig nutzbare Ladepunkte, zwischen denen eine stufenweise Lastverteilung stattfindet, wenn beide Ladepunkte an einem Cabinet belegt sind.
Ab Mitte 2024 wurden in Deutschland die V2-Supercharger an Hauptverkehrsrouten (TEN-V) auf V4-Technik umgerüstet.

### Supercharger Version 3

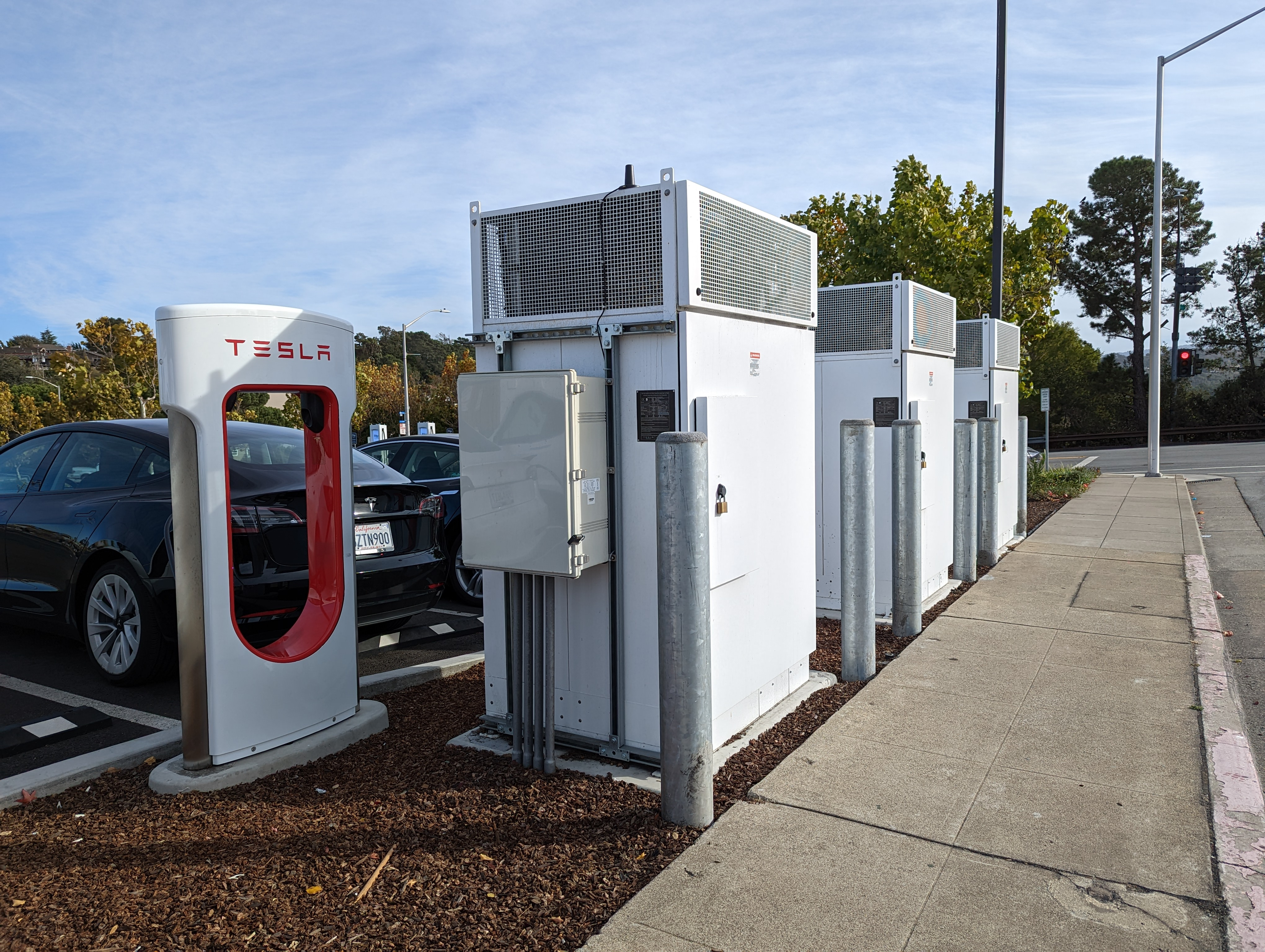
Tesla V3 Cabinet

Seit 2019 werden Supercharger V3 mit bis zu 250 kW Spitzenleistung pro Ladeanschluss aufgestellt, zunächst in Kalifornien. In Europa sind die V3-Ladesäulen ausnahmslos mit CCS-Steckern ausgestattet, der Typ2-DC-Mid-Stecker aus den V1 und V2 fällt also weg. Somit sind die V3-Supercharger technisch kompatibel mit den meisten schnellladefähigen Elektroautos in Europa. Die technische Architektur wurde gegenüber V2 in folgenden Punkten geändert:
- Ladesäulen pro Cabinet: 4 (statt 2 bei V2)
- Maximale Leistung pro Ladepunkt: 250 kW (statt 150 kW bei V2)
- Maximale Leistung pro Cabinet: 375 kW
- Maximale Spannung: 500 V, Maximale Stromstärke: (kurzzeitig) 700 A pro Ladepunkt
- 1000-V-DC-(Gleichspannungs)Schiene, mit der die Cabinets eines Standortes untereinander verbunden sind.
- Lastverteilung über einen gesamten Standort mit vielen Ladepunkten hinweg – die DC-Schiene erlaubt bis 1000 kW für die Ladepunkte an einem Cabinet.

### Megacharger
Des Weiteren gab Tesla bei der Vorstellung seines Sattelzugs Tesla Semi bekannt, Megacharger-Stationen zu errichten, um diese innerhalb von 30 Minuten für eine Reichweite von etwa 645 km laden zu können. Die Leistung der Megacharger sollte dafür bei über 1 MW liegen und zunächst an Be-/Entladepunkten der Großkunden gebaut werden. Die Megacharger für den Erstbesteller Pepsi wurden 2023 mit 750 kW errichtet. (siehe auch Megawatt Charging System)

### Supercharger Version 4

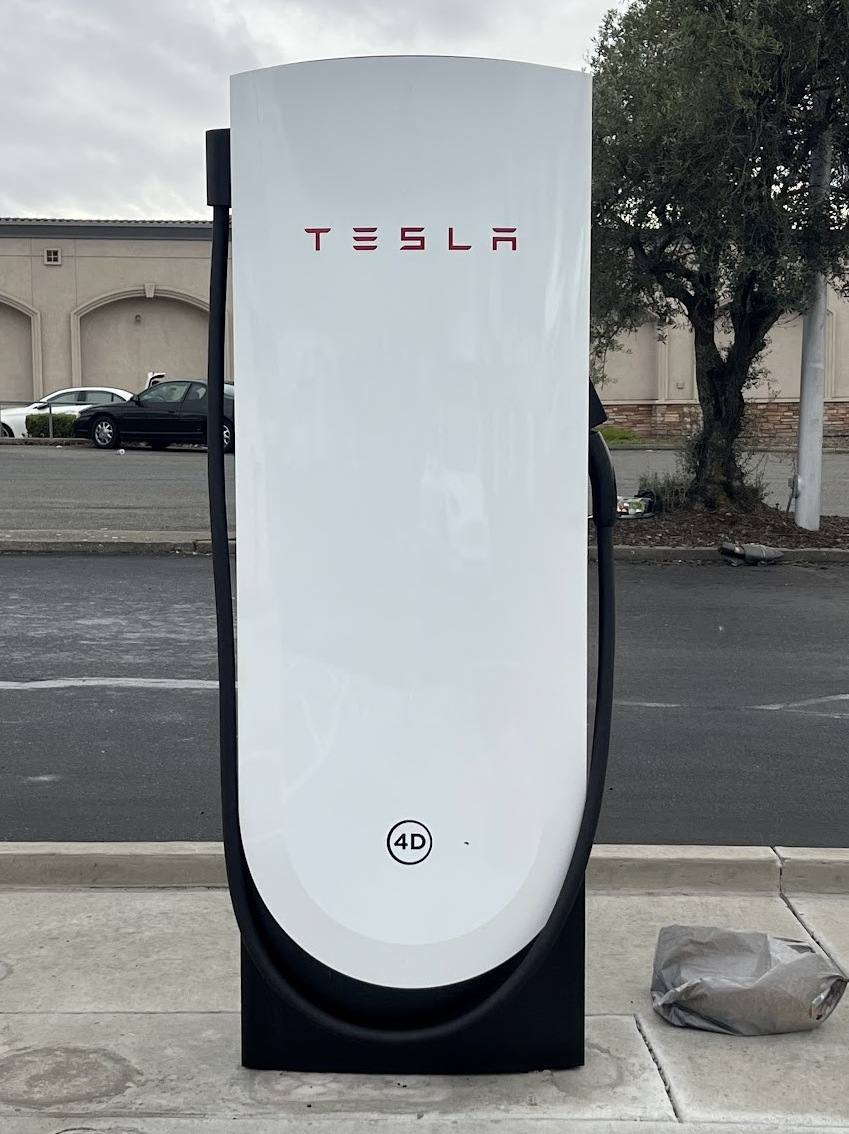
Neues Design der Supercharger V4

Seit 2023 werden neue Supercharger aufgestellt, die im Design den Megachargern ähneln. Diese als Version 4 bezeichneten Ladesäulen sind höher, um ein längeres Kabel zu ermöglichen, sind farblich in Schwarz und Weiß gehalten und haben nicht mehr die mittige Öffnung. Es werden an den V4-Säulen auch Kartenleser für kontaktlose Kreditkartenzahlung (nur für Fahrzeuge anderer Hersteller als Tesla relevant) und ein kleines Display verbaut.
Laut Typschild auf den Ladesäulen wird eine Stromstärke von 615 A (Ladekabel) bzw. 1000 A (Ladesäule) und eine Spannung von bis zu 1000 V unterstützt. Dies hat jedoch bei den bis Ende 2024 aufgestellten V4-Superchargern keinen Einfluss auf die Spitzenleistung beim Laden, da die eigentliche Ladetechnik („Cabinets“) bis Ende 2024 identisch mit der Technik der V3-Supercharger ist. Damit beträgt wie bei V3 die maximale Leistung pro Ladepunkt 250 kW, die maximale Spannung 500 V und die maximale Stromstärke ca. 700 A. Ab Januar 2025 werden die V4-Ladesäulen mit V3-Technik in den USA für eine Ladeleistung bis zu 325 kW freigeschaltet, an denen der Tesla Cybertruck mit entsprechender Leistung laden kann. Dennoch lädt auch der Cybertruck dort noch mit 500-V-Technik, das bedeutet, die Leistungssteigerung wurde durch eine Erhöhung der Stromstärke erreicht und nicht durch eine Erhöhung der Spannung.
Auf den V4 Supercharger Ladesäulen sind 1000 V und eine maximale Stromstärke von 615 A vermerkt (bei 800 V etwa 500 kW). Seit Anfang 2023 verbaut Tesla die V4 Ladesäulen an seinen Superchargern. Die V4 Ladesäulen stellen nunmehr die 400 V, die 800 V und die 1000 V Technik bereit.

### Supercharger V4 Cabinet
Neue V4 „Cabinets“, also die Ladetechnik, die abseits der Ladesäulen in Schaltschränken steht, sollen ab 2025 installiert werden. Sie verändern die technische Architektur erneut:
- Ladesäulen pro Cabinet: 8 (statt 4 bei V3)
- Maximale Leistung pro Ladepunkt: 1200 kW
- Maximale Leistung pro Cabinet: 1200 kW
- Maximale Spannung: 1000 V, maximale Stromstärke 1200 A (Statt 500 V / 700 A bei V3)
- KEINE DC-Schiene mehr wie bei V3
- Stufenlose Lastverteilung unter den 8 an ein Cabinet angeschlossenen Ladepunkten.

Der Tesla Cybertruck kann an dieser Technik mit bis zu 500 kW geladen werden, Nutzfahrzeuge wie der Tesla Semi können zukünftig mit bis zu 1200 kW laden. Verfügbare flüssiggekühlte Ladekabel für NACS sind auf 650 A Dauerbelastung beschränkt. Existierende Modelle wie das Model 3 oder Y laden weiterhin mit maximal 250 kW. Nicht-Tesla-Fahrzeuge mit 800-V-Technik, wie der Porsche Taycan oder die Fahrzeuge auf der E-GMP-Plattform von Hyundai/Kia, können an den V4-Cabinets erstmals an einem Supercharger mit der höchstmöglichen vom Fahrzeug unterstützten Leistung laden.

## Ausbau

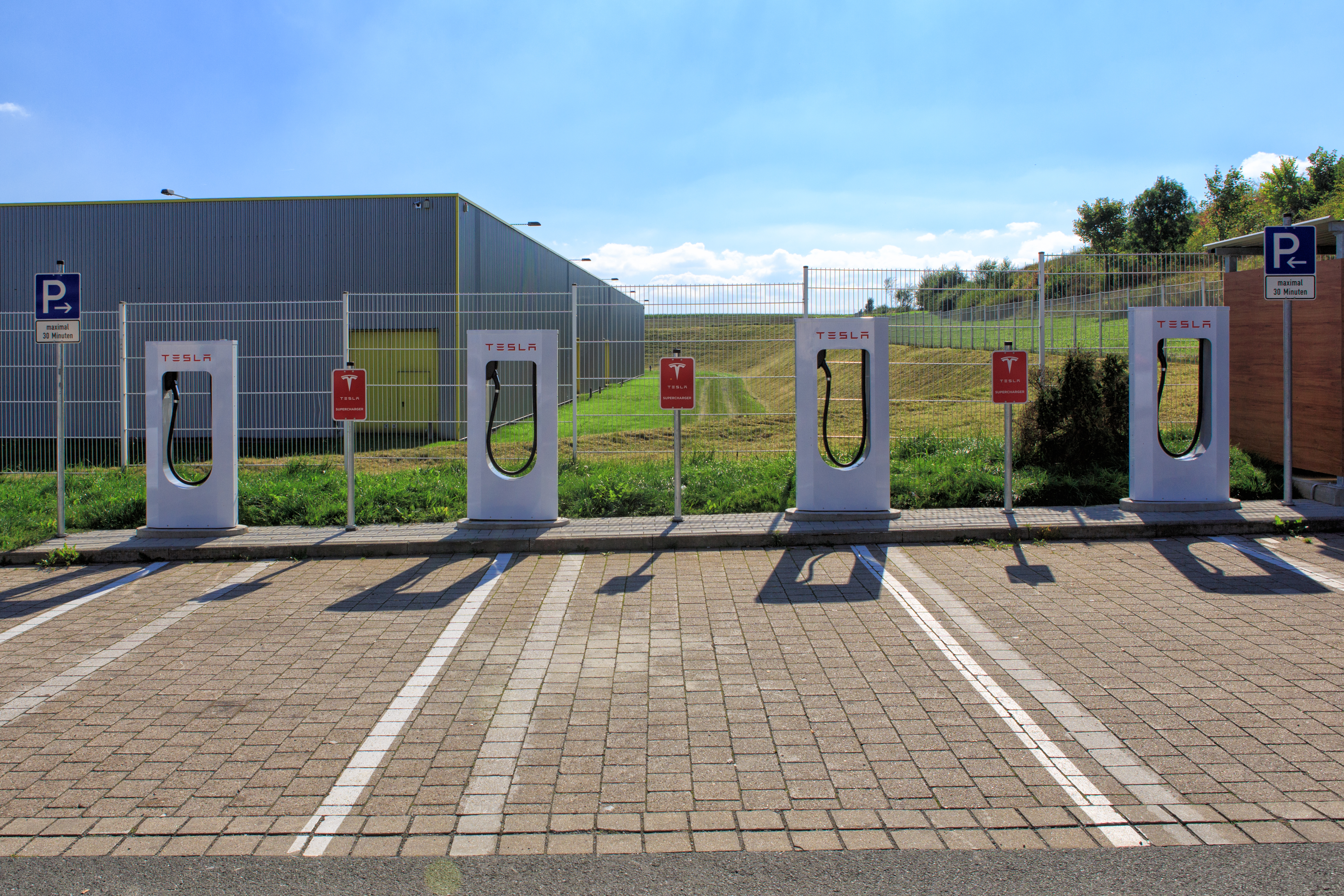
Tesla-Supercharger-Station an der A9 bei Münchberg

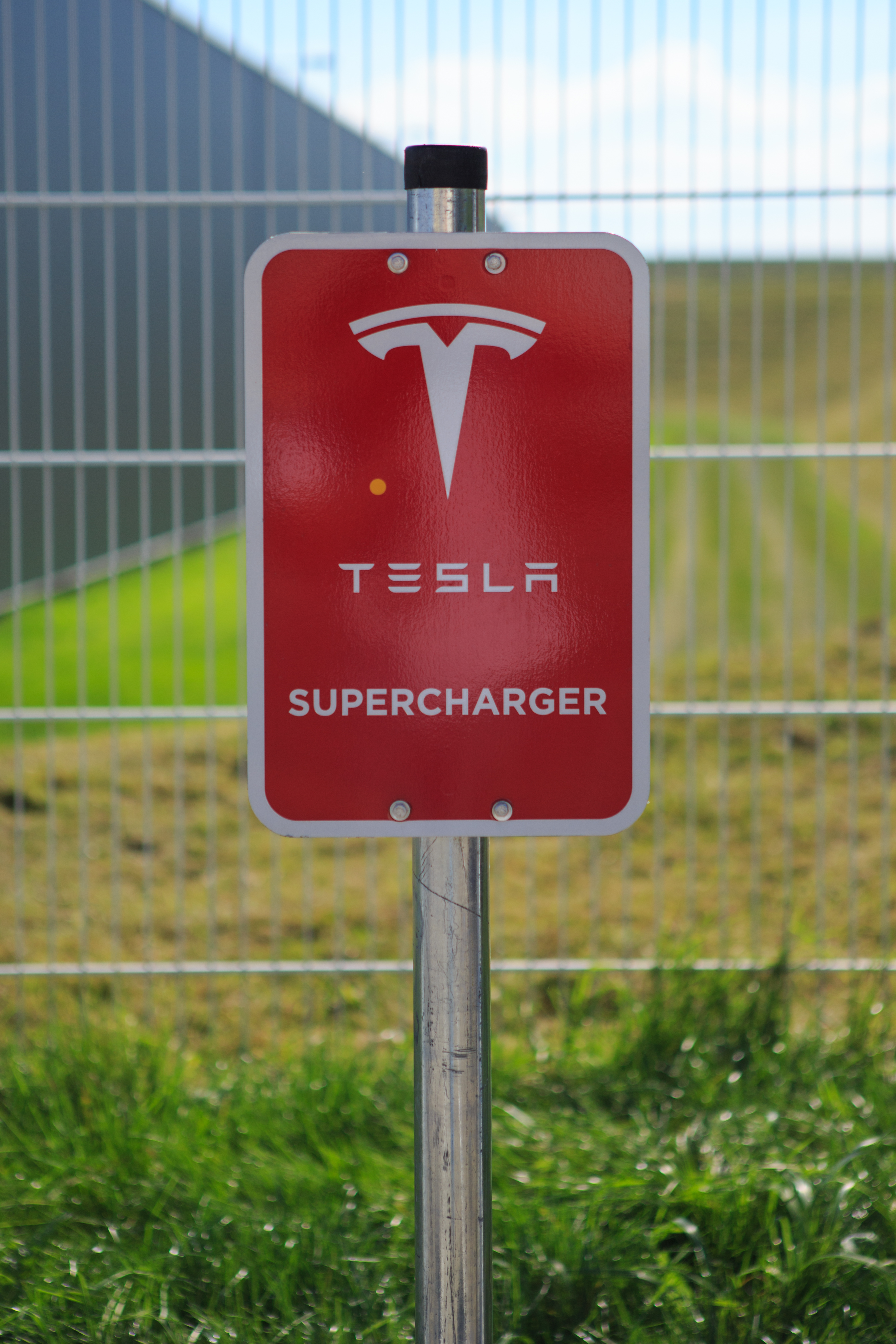
Hinweisschild für „Tesla Supercharger“

Stand März 2025 gibt es 3000 Supercharger an 246 Standorten in Deutschland.
Tesla betrieb Stand Januar 2023 weltweit an 5000 Standorten insgesamt 45.000
Supercharger-Ladepunkte. Diese verteilten sich auf Nordamerika, Europa, den Mittleren Osten, Ostasien, Australien und Neuseeland. In Europa waren es im Juni 2023 1000 Standorte, in Deutschland gab es 160 (+ 84 in Planung), in Österreich 30 (+ 8 in Planung) und in der Schweiz 32 (+ 5 in Planung). (Alle Angaben Stand September 2023). Dazu kommen noch zusätzlich 19.200 Destination Charger.
Tesla unterhalte damit das engmaschigste Ladesystem der Welt, schreibt ein Online-Mediendienst. Die, Stand Juli 2018, in die Fahrzeuge eingespeiste Energiemenge entspricht einem Äquivalent von 92 Millionen Litern Treibstoff.
In Deutschland gilt seit dem 17. März 2016 die Ladesäulenverordnung, die das Combined Charging System (CCS) zum verpflichtenden Standard für die öffentliche Gleichstrom-Schnellladung vorgibt. In diesem Zusammenhang waren zuvor Befürchtungen laut geworden, dass Tesla Motors seine deutschen Supercharger mit CCS nachrüsten müsste, falls der damals vorliegende Entwurf der Verordnung unverändert in Kraft treten würde.
Seit 24. März 2016 ist Tesla Motors Mitglied des Charging Interface Initiative e. V. (CharIN e. V.), der sich zum Ziel gesetzt hat, CCS zu fördern und zu verbreiten.
Im Dezember 2018 begann Tesla, seine in Europa installierten Ladesäulen der Version 2 mit einem zweiten Kabel auszustatten, das mit einem CCS-Stecker versehen ist. Damit können auch die Tesla Model 3, deren ab 2019 in Europa ausgelieferte Exemplare mit einem CCS-Ladeanschluss ausgestattet sind, an Supercharger-Stationen laden.
Seit Anfang 2023 verbaut Tesla die V4 Ladesäulen an seinen Superchargern.
Der bisher größte Standort in der Schweiz wurde im Mai 2019 in Dietikon, mit 24 Schnellladestationen, eröffnet. Als europäische Neuheit wurde dazu erstmals eine Lounge, unter anderem mit Getränkeautomat, Verpflegungsautomat und Spielkonsole, eingerichtet.

## Ladezeit
Die 60-kWh-Akkumulatoren der ersten Tesla Model S konnten an 90-kW-Superchargerstationen der ersten Generation in 20 Minuten zur Hälfte, in 40 Minuten zu 80 % und in 75 Minuten vollständig geladen werden. Die Leistung der Ladestationen wurde ab 2013 auf 135 kW gesteigert. Zwischenzeitlich wurden Supercharger mit 250 kW Leistung installiert.
An einem Supercharger-Standort der ersten beiden Generationen werden jeweils zwei Ladesäulen (markiert mit A und B) an dieselbe Stromversorgung angeschlossen, daher ist es bei ausreichend freien Ladesäulen sinnvoll, sich eine Ladesäule auszusuchen, deren zugeordnete Zwillingssäule nicht belegt ist. Wird ein mittlerer Akku-Füllstand erreicht, reduziert das Fahrzeug zur Akkuschonung die Ladeleistung. Dieses Verhalten nutzt Tesla beim Supercharger aus, um mit einer Wandlereinheit zwei Autos an zwei Ladesäulen gleichzeitig zu laden. Sofern nur ein Fahrzeug angeschlossen ist, erhält dieses die Leistung aller zwölf parallelen Ladegeräte, kommt ein zweites dazu, wird die Leistung aufgeteilt, wobei mindestens drei Einheiten das zweite Fahrzeug versorgen, und das erste Fahrzeug mit der übrigen Wandlerleistung versorgt wird. Wenn das erste Fahrzeug mit steigendem Akkufüllstand seine Ladeleistung reduziert, werden weitere Komponenten zur Ladung des zweiten Fahrzeugs umgeschaltet, und es erhält somit eine steigende Wandlerleistung.
Die ab 2019 installierten Supercharger V3 sind so aufgebaut, dass jedes Fahrzeug die volle Leistung erhält. Fahrzeuge vom Typ Model 3 und Model Y konnten daran mit 250 kW Spitzenleistung laden und damit in 5 Minuten ausreichend elektrische Energie für 120 km Reichweite nachladen. Im Januar 2022 wurde angekündigt, die V3-Supercharger bis Ende des Jahres[veraltet] auf maximal 324 kW Spitzenleistung anzuheben. Tatsächlich wurde jedoch die Ladeleistung erst nach der Einführung der V4-Ladesäulen mit V3-Cabinets in Nordamerika auf 325 kW erhöht.

## Ladekosten
Beim Kauf eines Model S und Model X wurde bis 15. Januar 2017 das kostenlose Aufladen an den Tesla Superchargern für die Lebensdauer des Fahrzeuges mitverkauft, je nach Modell und Markt als kostenlose Standardausstattung oder kostenpflichtige Option.
Nach dem 15. Januar 2017 hieß es zunächst, dass an die Erstbesitzer nur 400 kWh (für etwa 1600 km Reichweite, Wert etwa 100 Euro) pro Jahr kostenlos abgegeben werden und die darüber hinausgehende Nutzung berechnet wird.
Im Mai 2017 wurde kostenloses Laden an den Erstbesitzer nur noch gewährt, wenn bei der Bestellung der Empfehlungslink eines anderen Tesla-Eigners angegeben wurde. Ohne Empfehlung sollten ab dem 1. Januar 2018 nur 400 kWh pro Jahr kostenlos sein. Schließlich wurde zum 17. September 2018 das kostenlose Laden für Neukäufer beendet. Immerhin konnten Erstkäufer mit einem Empfehlungslink noch sechs Monate freies Laden bekommen, bevor das Empfehlungsprogramm von Tesla aus Kostengründen zum 1. Februar 2019 eingestellt wurde.
Die 2018 eingeführten niedrigen Preise für die Nutzung der Supercharger wurden Anfang 2019 erhöht. Zunächst wurde eine Erhöhung von etwa 35 % angekündigt, nach heftigen Protesten von Tesla-Kunden wurde die Preiserhöhung auf rund 20 % zurückgenommen. In Österreich von € 0,23 auf € 0,28 je kWh und in der Schweiz von CHF 0,25 auf CHF 0,30 je kWh. In Deutschland, wo aus rechtlichen Gründen nach Zeit statt nach Energie abgerechnet wurde, änderten sich die Minutenpreise von € 0,17 auf € 0,20 für Ladeleistungen unterhalb 60 kW und über 60 kW von € 0,34 auf € 0,40.
Ende April 2019 wurde bekannt, dass die Nutzung der Supercharger in Deutschland nun nach gelieferten kWh und nicht mehr nach Zeit abgerechnet wird. Die durchschnittlichen Kosten in Deutschland lagen 2020 bei 0,33 € pro kWh und stiegen bis September 2022 auf bis zu 0,71 € pro kWh. Anfang Dezember 2022 sind die Kosten für den Strom an den Superchargern dynamisch und standortabhängig. In den Spitzenzeiten von 16 bis 20 Uhr sind es bis zu 61 Cent pro kWh, im Durchschnitt bei 55 Cent pro kWh. In den Nebenzeiten und insbesondere in der Nacht fallen die Preise auf bis zu 47 Cent pro kWh.
Im Juni 2023 wurde die Definition der Hauptzeit geändert auf 18 bis 22 Uhr. Im Juli 2023 lagen die Kosten in Deutschland bei ca. 39 Cent pro kWh (22 Uhr bis 18 Uhr) und ca. 45 Cent pro kWh (18 Uhr bis 22 Uhr).

## Öffnung für Fremdmarken
Die Ladestationen konnten anfänglich nur von Fahrzeugen der Marke Tesla genutzt werden. Seit November 2021 öffnet Tesla die Ladestationen Schritt für Schritt für die Verwendung durch Fahrzeuge anderer Hersteller. In den Niederlanden sind bereits alle Supercharger-Stationen für Nicht-Tesla-Fahrzeuge freigegeben, in anderen Ländern sind es zumindest einige bis die meisten. Die Freischaltung und die Bezahlung erfolgen für Nicht-Tesla-Fahrzeuge durch eine Smartphone-App (im Gegensatz zum „Plug&Charge“-Prinzip, das bei Tesla-Fahrzeugen gilt), Kartenleser für die Kontaktloszahlung mit Kreditkarten sind an Ladesäulen ab der Version 4 vorhanden. So genanntes „Roaming“, d. h. die Nutzung von Ladestromverträgen mit anderen Vertragspartnern als Tesla, ist aktuell nur über die Hinterlegung der Roamingverträge in der Tesla-App möglich, nicht über die RFID-Karten anderer Anbieter. Die Preise für das Laden von Nicht-Tesla-Fahrzeugen liegen etwas über denen für Tesla-Fahrzeuge, durch den Abschluss eines monatlich kündbaren Vertrages mit Grundgebühr sind die Preise pro kWh jedoch bei Tesla- und Nicht-Tesla-Fahrzeugen identisch.
Mitte 2022 war es in Belgien, Dänemark, Deutschland, Finnland, Frankreich, Großbritannien, Luxemburg, den Niederlanden, Norwegen, Österreich, Schweden, Schweiz und Spanien möglich, Elektrofahrzeuge anderer Marken an Superchargerstationen zu laden. In den Niederlanden sind alle Stationen für Fremdmarken geöffnet, während in den anderen Ländern mit Stand 2022 nur ausgewählte Standorte freigegeben wurden. In Deutschland waren im März 2023 knapp die Hälfte der Standorte für Fremdmarken geöffnet.
Mit der Freigabe für andere Fahrzeuge stellte sich in Nordamerika eine Marktüberlegenheit der Supercharger im Bereich Schnellladen ein. Im November 2022 veröffentlichte Tesla die Spezifikation für den bis dahin proprietären Ladestecker unter dem Namen North American Charging Standard (NACS) und reichte sie zur Standardisierung unter SAE J3400 ein. In der Folge lizenzierten Mitbewerber den Stecker für den nordamerikanischen Markt, einschließlich solche, die bisher schon eigene Ladestationen mit dem SAE J1772 (Combo 1) errichtet hatten. Bis Juli 2023 haben Ford, General Motors, Mercedes-Benz, Nissan, Polestar, Rivian und Volvo angegeben, 2024 Neuwagen weiterhin mit CCS1-Anschluss auszuliefern, aber einen Adapter auf NACS mitzugeben, und zukünftige Modelle ab 2025 mit NACS in Nordamerika auszuliefern, und die CCS1-Ladeanschlüsse dann wiederum nur noch über Adapter zu unterstützen. Der Ladenetzbetreiber Electrify America hat angekündigt, seine bestehenden und zukünftigen Säulen bis 2025 auch mit NACS auszurüsten.